# Bertula fulvistrigalis
Bertula fulvistrigalis là một loài bướm đêm trong họ Erebidae.